# ناتسوکی اوزاوا
ناتسوکی اوزاوا (انگلیسی: Natsuki Ozawa؛ زادهٔ ۱۹ آوریل ۱۹۷۲) بازیگر، خواننده، بازیگر پورنوگرافی، و مدل عکاسی اروتیک اهل ژاپن است.